# Pontedeume
Pontedeume (galicisch und offiziell; spanisch Puentedeume) ist eine Kleinstadt an der Nordküste Galiciens.

## Geografische Lage
Pontedeume liegt an der Mündung des Río Eume in die Bucht Ría de Ares im Golfo Ártabro. Ausgeprägte Tiden sind charakteristisch für die Bucht und das Mündungsgebiet des Flusses.
Östlich des Río Eume mündet der Río Coves, der in den höheren Lagen der Gemeinde Andrade entspringt.
Die Stadt gehört zur Provinz A Coruña; sie liegt etwa auf halbem Weg zwischen A Coruña und Ferrol. Zum Gemeindegebiet gehört der untere Teil des östlich gelegenen Naturparks Fragas do Eume.
Nachbargemeinden sind Miño, Cabanas, A Capela, Vilarmaior und Monfero.

## Bevölkerungsentwicklung der Gemeinde
Legende: Pontedeume und Vilarmaior___Pontedeume

## Gemeindegliederung
Die Gemeinde Pontedeume ist in acht Parroquias gegliedert:
| Parroquias | Patrozinium | Einwohner 2024 | Fläche km² | Dichte Einw./km² | Höhe msnm | Ortskennzahl |
| ---------- | ----------- | -------------- | ---------- | ---------------- | --------- | ------------ |
| Andrade    | San Martiño | 363            | 4,43       | 82               | 146       | 15069010000  |
| Boebre     | Santiago    | 396            | 2,47       | 160              | 60        | 15069020000  |
| Breamo     | San Miguel  | 272            | 4,23       | 64               | 261       | 15069030000  |
| Centroña   | Santa María | 375            | 2,07       | 181              | 95        | 15069040000  |
| Nogueirosa | San Cosme   | 751            | 4,68       | 160              | 9         | 15069050000  |
| Ombre      | Santa María | 418            | 8,53       | 49               | 51        | 15069060000  |
| Pontedeume | Santiago    | 4.282          | 1,14       | 3.756            | 29        | 15069070000  |
| Vilar      | San Pedro   | 663            | 1,70       | 390              | 99        | 15069080000  |

## Klima
Wie an den meisten Orten am Golfo Ártabro sind die Temperaturen das ganze Jahr über gemäßigt, mit einem Mittelwert von 13,5°. Aufgrund des feuchten Meeresklimas fallen im Mittel mehr als 1.100 mm Niederschläge pro Jahr.

## Geschichte
Die Stadt wurde im Jahr 1270 kraft eines Erlasses von Alfons X. gegründet. Das Stadtwappen symbolisiert den Río Eume. Alfons räumte der Stadt eine eigene Gerichtsbarkeit und weitere Privilegien ein; diese wurden von Ferdinand IV. von Kastilien und von Alfons XI. bekräftigt. Zu den Privilegien gehörte auch ein Marktrecht für einen monatlichen Markt.

## Sehenswürdigkeiten und Kultur

### Bauwerke

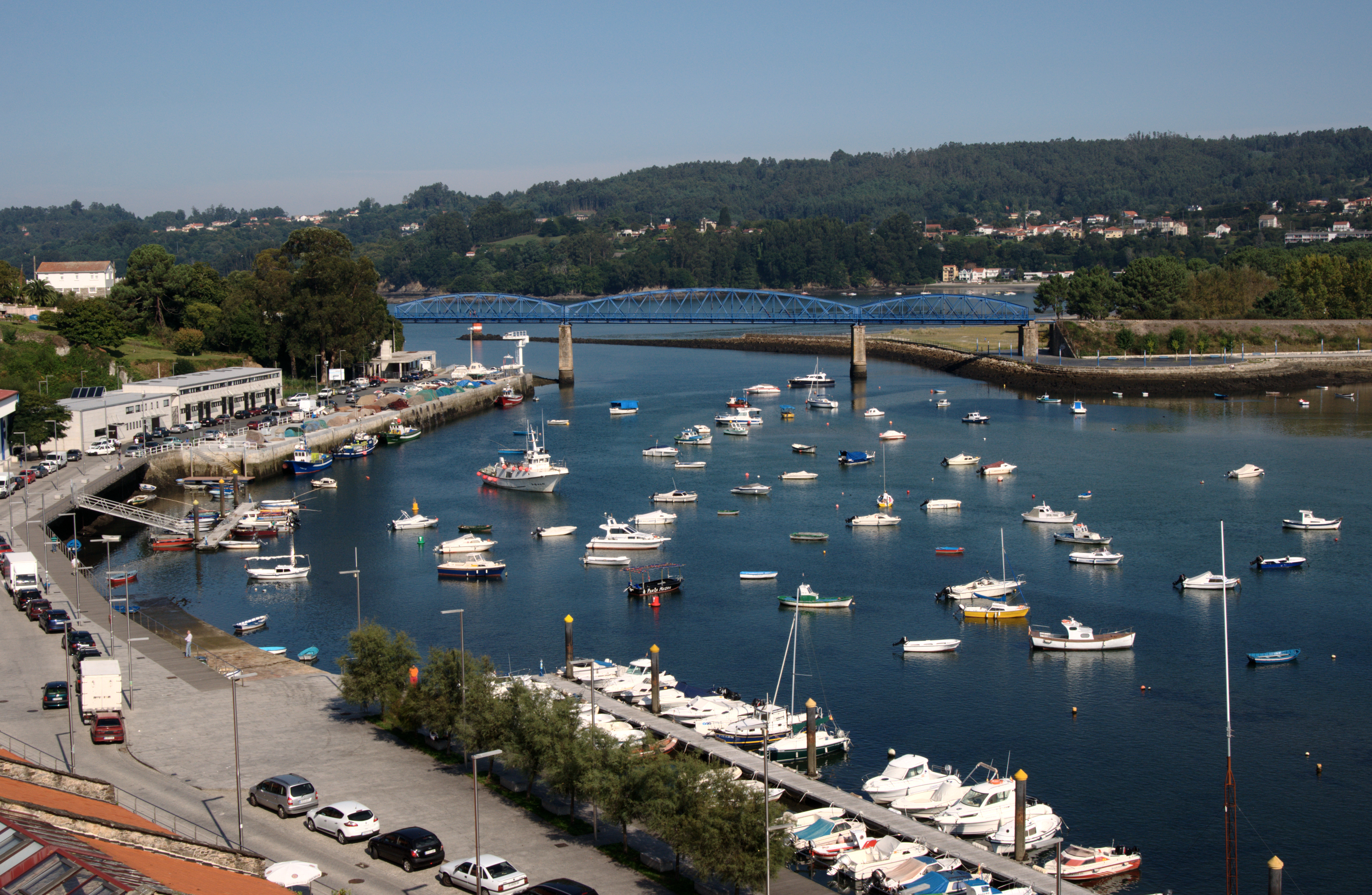
Hafen
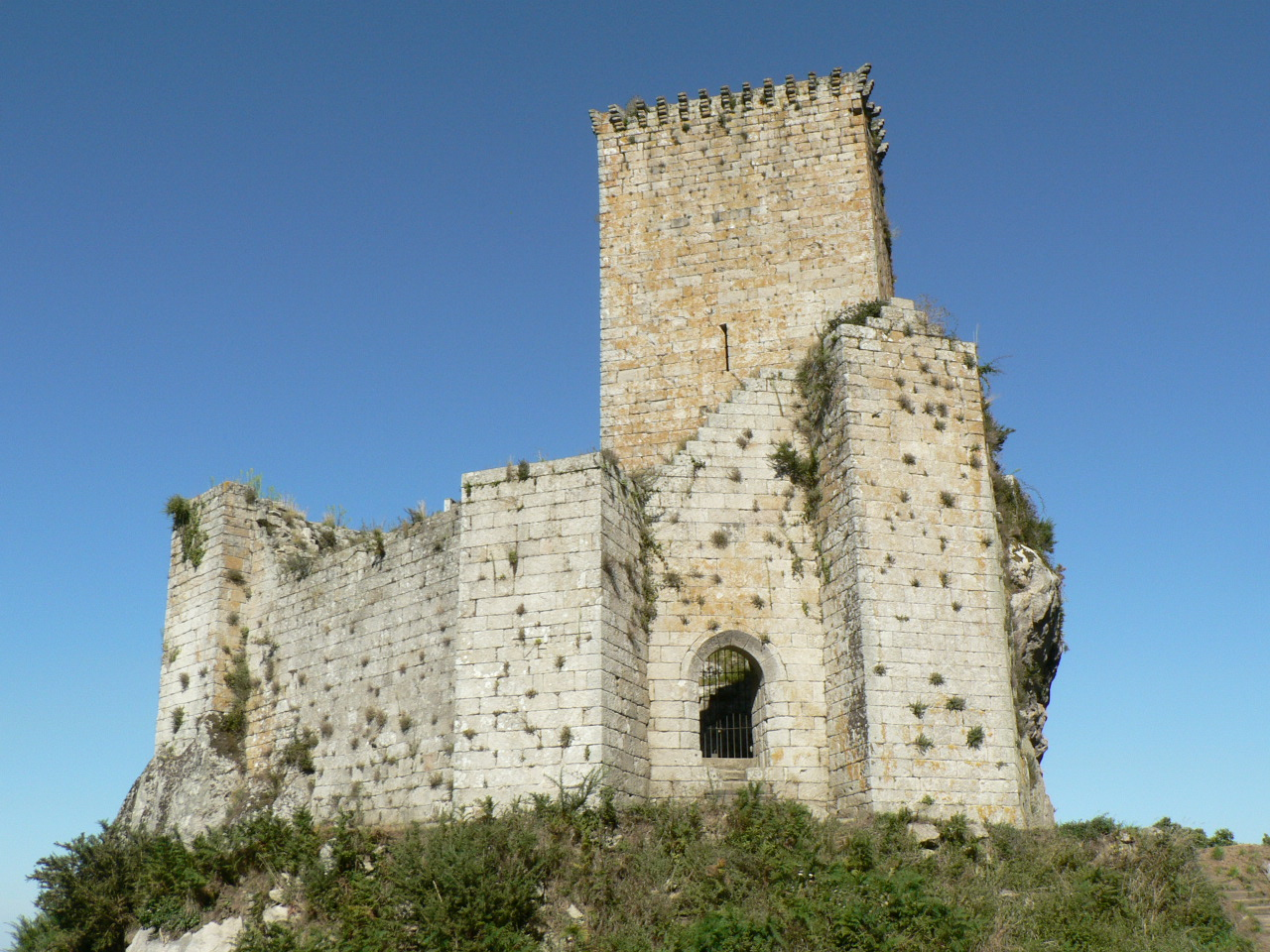
Burg der Andrade
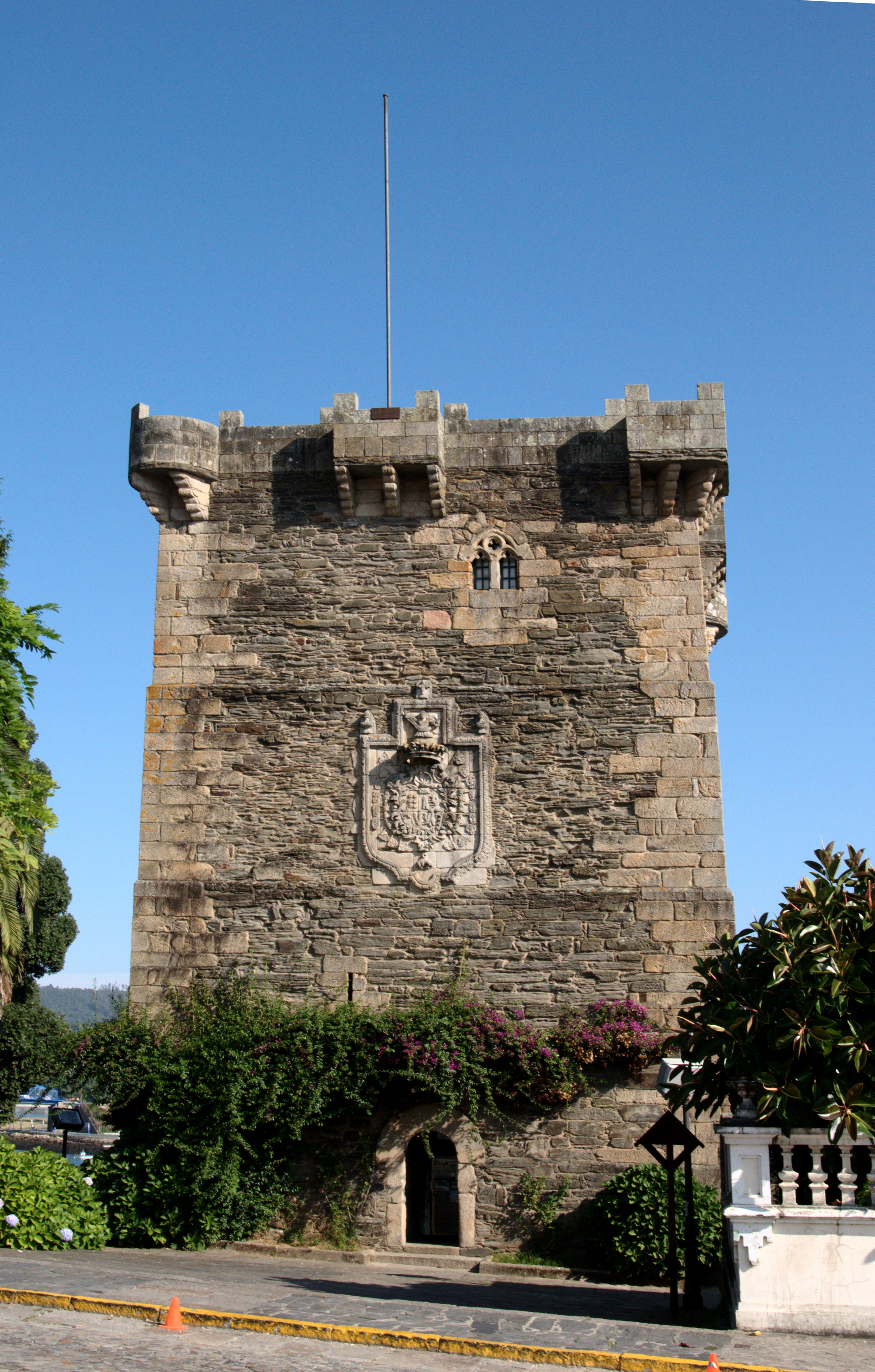
Turm der Andrade
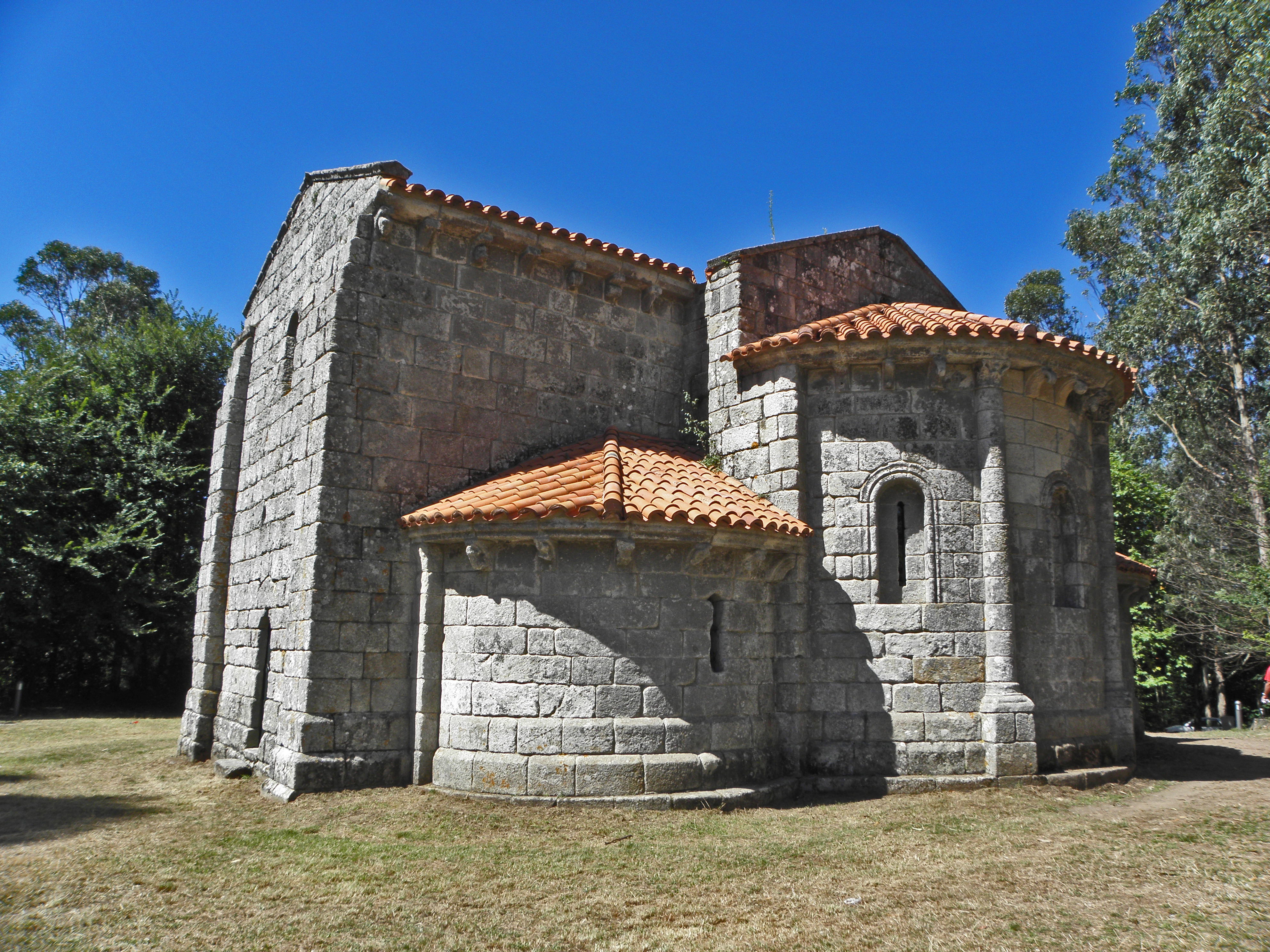
San Miguel de Breamo
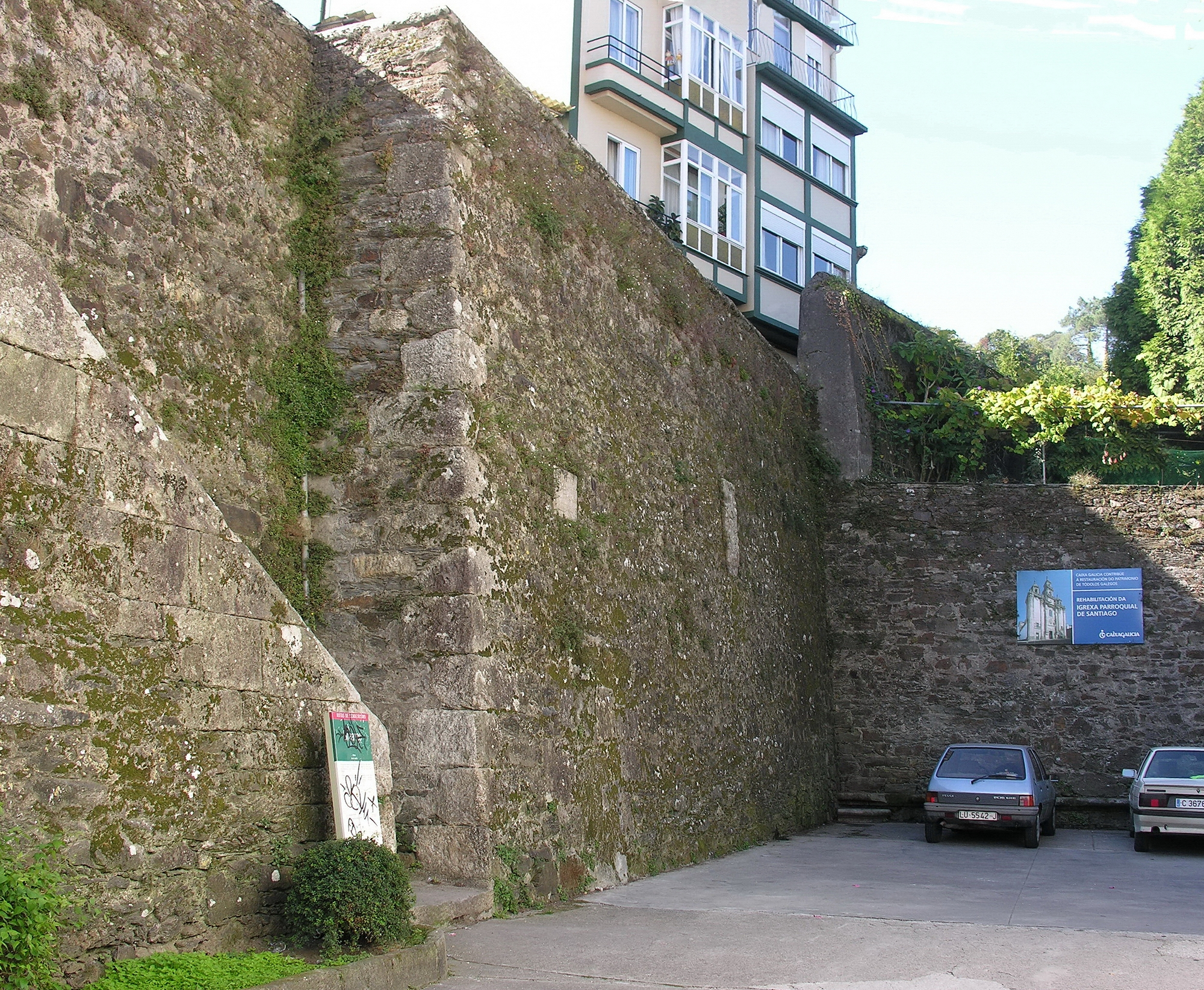
Reste der antiken Stadtmauer

#### Pfarrkirche Santiago
Die große Kapelle mit der Sakristei ließ Fernando de Andrade im ersten Drittel des 16. Jahrhunderts erbauen. Die Kuppel ist mit Sternen geschmückt. Darunter eine Statue des sitzenden heiligen Jakobus (Santiago) aus buntem Granit, angefertigt Ende des 16. Jahrhunderts. Das Renaissance-Retabel neben ihm wurde 1530 angefertigt und 1564 erweitert und vergoldet. Die Altargemälde aus dem Passionszyklus gehören stilistisch eher zur Flamboyant-Gotik als in die Renaissance.
Der übrige Bau wurde unter dem Patronat des Erzbischofs Santiago Bartolomé Rajoy von 1756 bis 1763 erbaut. Die Fassade mit ihren zwei Türmen ist ein herausragendes Bauwerk des galicischen Barock.

#### Turm der Andrade
Der 18 m hohe und 11,5 m breite Torreón de Andrade beherbergt heute das Zentrum zur Information über das Fürstenhaus der Andrade. Er ist der einzige Rest des Palastes der Andrade, der die Stadtmauer nach Osten hin abschloss. Dieser Palast wurde möglicherweise Ende des 14. Jahrhunderts erbaut. 1905 ging er in den Besitz der Stadt über. 1911 wurde ein Teil abgerissen, um Platz für den Bau der Straße Avenida de Lombardero zu schaffen. 1936 verschwand der Rest, möglicherweise, weil man den Platz Praza do Conde vergrößern wollte.

#### Burg der Andrade
Die Burg der Andrade auf der Anhöhe von Nogueirosa wurde im 13. Jahrhundert erbaut.

#### Alte Stadtmauer
Die alte Stadtmauer mit neun Türmen und fünf Toren erstreckte sich entlang dem Meeresufer. Sie schloss sich an den Palast an, lief entlang der heutigen Straßen Calle Picho und Calle Tafona und dann hinunter zum Convento de Santo Agostiño, wo sie einen Brunnen umschloss. Sie setzte sich fort bis zum Hof der Pfarrkirche Santiago, an den sich die das 1609 erbaute Postigo-Tor (Porta do Postigo) anschloss. An dieser Stelle sind die Reste der alten Stadtmauer erhalten.

### Naturdenkmäler

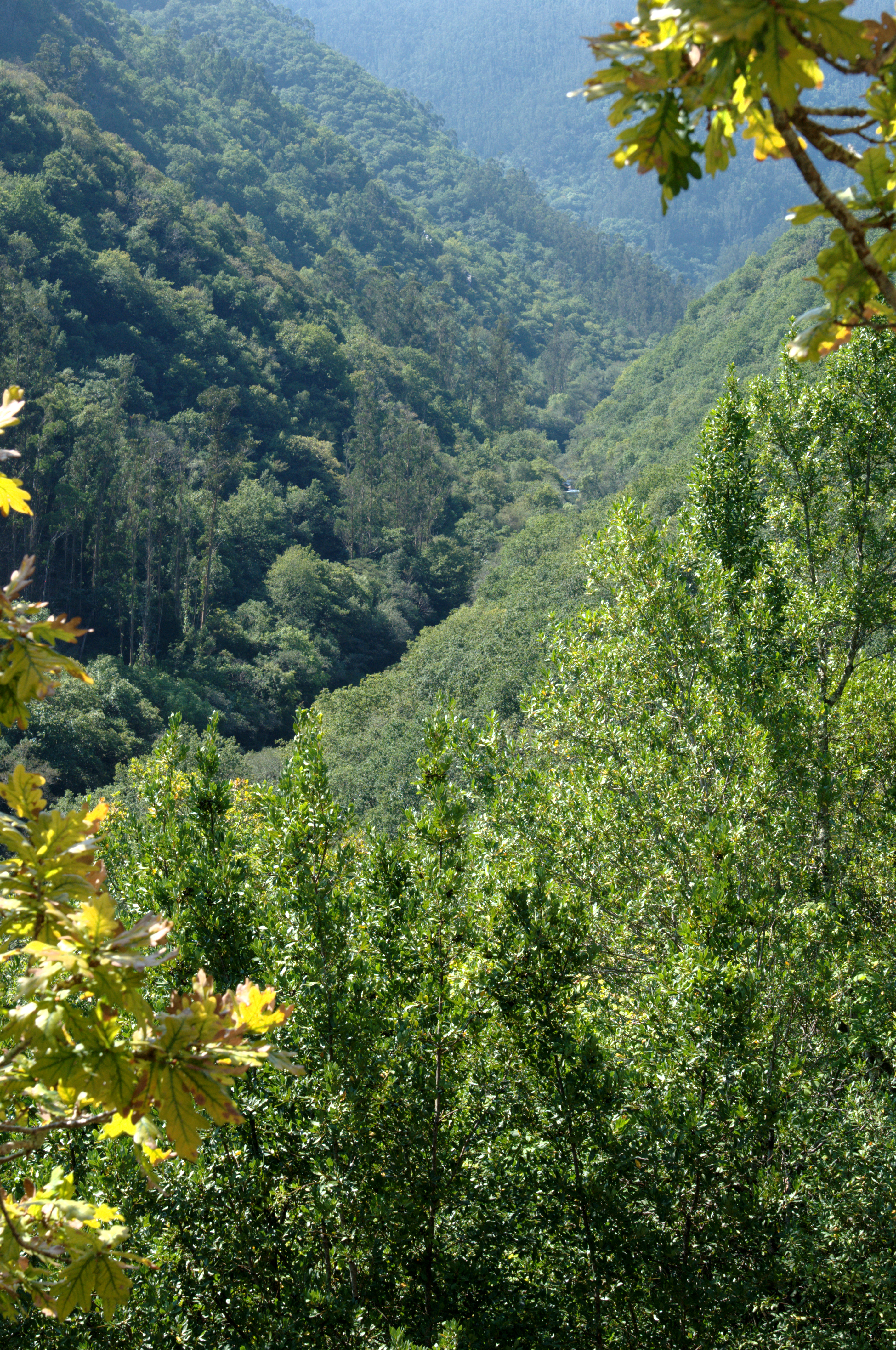
Fragas do Eume

- Der östlich der Stadt gelegene Naturpark Fragas do Eume ist ein typisches Beispiel für den atlantischen Feuchtwald. Er bietet einen Rückzugsraum für viele bedrohte Pflanzen- und Tierarten.

### Regelmäßige Veranstaltungen
- Das Mittelalterfest Feirón Medieval dos Andrade wird seit 2010 Ende der ersten Juliwoche in der mittelalterlichen Altstadt gefeiert.[11]
- Die Festas do Carme zu Ehren von Maria auf dem Berg Karmel finden am 15. und 16. Juli statt.
- Vom 7. bis zum 11. September feiern die Stadtbewohner das Fest zu Ehren der Stadtpatrone, die Festas das Peras. Am 8. September ehrt man die tugendhafte Jungfrau Maria und am 10. September Nikolaus von Tolentino und Sankt Jakob.
- Die Romarías de San Miguel de Breamo finden zweimal im Jahr statt: Am 8. Mai und am Namenstag von Sankt Michael, dem 29. September, pilgern Gläubige zur Kirche San Miguel auf dem Berg Breamo.

### Sportliche Ausflüge
- Die Fahrradfahrt vom Ortskern bis zum Gipfel des Monte Breamo ist 3½ km lang.
- Die Fahrradfahrt von der Höhe von Nogueirosa bis zur Burg der Andrade hat eine Länge von rund 16 km.
- Mit dem Kanu kann man den Río Eume von den Fragas do Eume bis zur Mündung des Flusses fahren.

## Wirtschaft
| Ackerbau, Viehzucht und Fischerei                                                  | 051   | 01,92  |
| Industrie                                                                          | 0342  | 012,89 |
| Bauwirtschaft                                                                      | 0214  | 08,07  |
| Dienstleistungsbetriebe                                                            | 2.046 | 077,12 |
| Total                                                                              | 2.653 | 100,00 |
| * Daten aus dem Statistischen Amt für Wirtschaftliche Entwicklung in Galicien, IGE |       |        |

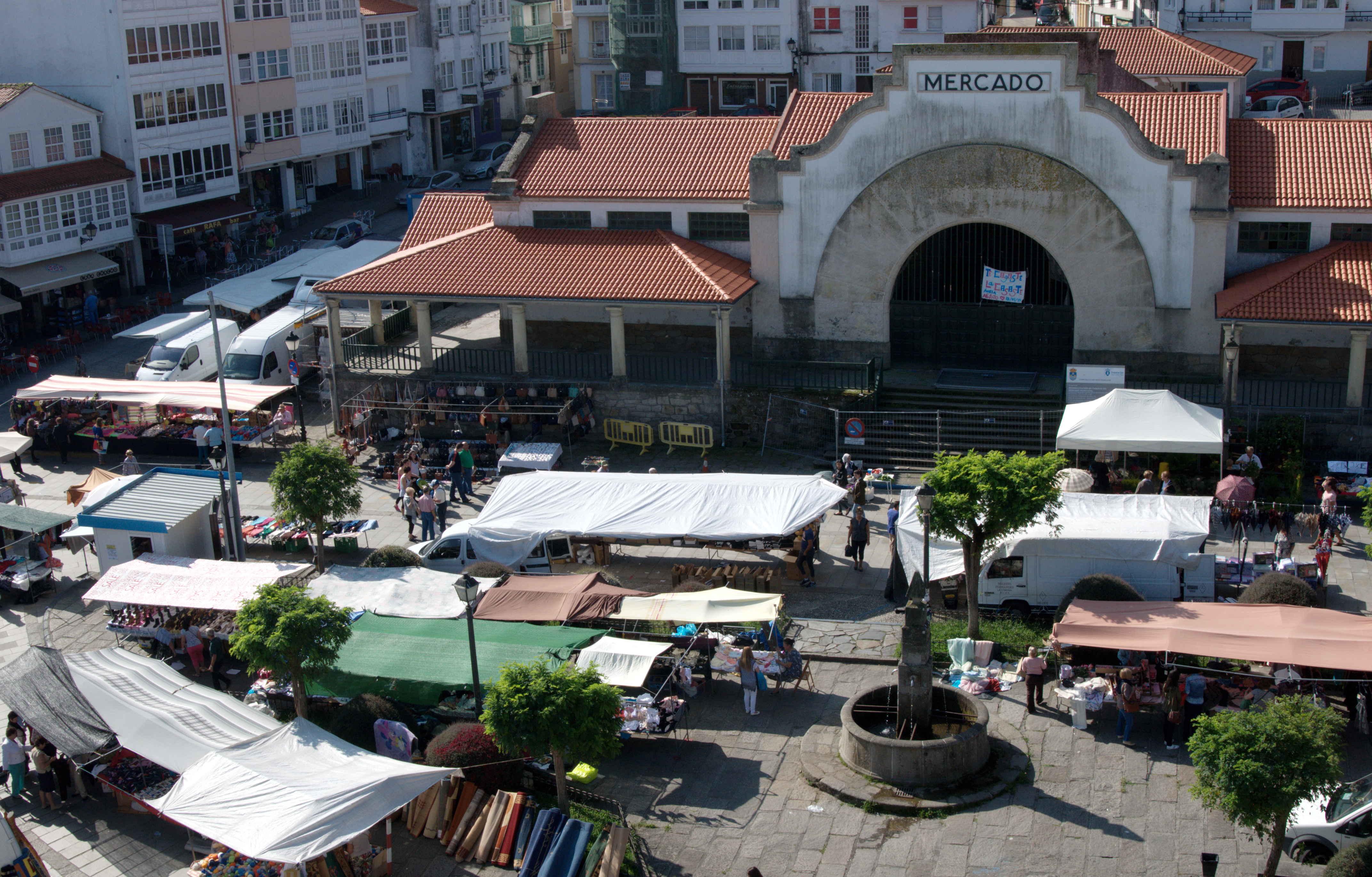
Markt von Pontedeume

Pontedeume ist wegen seines Stadtbildes und vor allem wegen seiner Nähe zu den Fragas do Eume ein touristischer Anziehungspunkt. Ferner ist es ein regionaler Wirtschaftsknoten mit Einkaufsmöglichkeiten für die Bevölkerung im Umland.
Einen Schwerpunkt bildet dabei die Mode. Seit 2012 wird jedes Jahr die Pontedeume Fashion Night gefeiert. Die Geschäfte bleiben bis Mitternacht geöffnet, und es finden verschiedene Veranstaltungen rund um die Mode statt.
Jeden Samstag findet ein Wochenmarkt statt, auf dem neben Lebensmitteln auch Bekleidung und Gegenstände des täglichen Bedarfs verkauft werden.

## Persönlichkeiten mit Bezug zur Stadt
- Fernando de Andrade de las Mariñas (1477–1540): Adliger und Heerführer; führte die galicische Infanterie im Krieg um Neapel (1501–1504).
- Bartolomé Rajoy Losada (1690–1772): Erzbischof von Santiago de Compostela.
- Antonio Couceiro Freijomil (1888–1955): Journalist und Schriftsteller.
- Manuel Torreiglesias (* 1941): Fernseh- und Radiomoderator.
- José Manuel de Bernardo Ares (* 1945): Historiker.
- Ramiro Fonte Crespo (1957–2008): Schriftsteller.
- Antonio Barragán Fernández (* 1987): Fußballspieler.
- Juan Domínguez Lamas (* 1990): Fußballspieler.
- Ignacio Iglesias Villanueva (* 1975): Fußball-Schiedsrichter in der Primera División.